# غاريلي للدراجات النارية

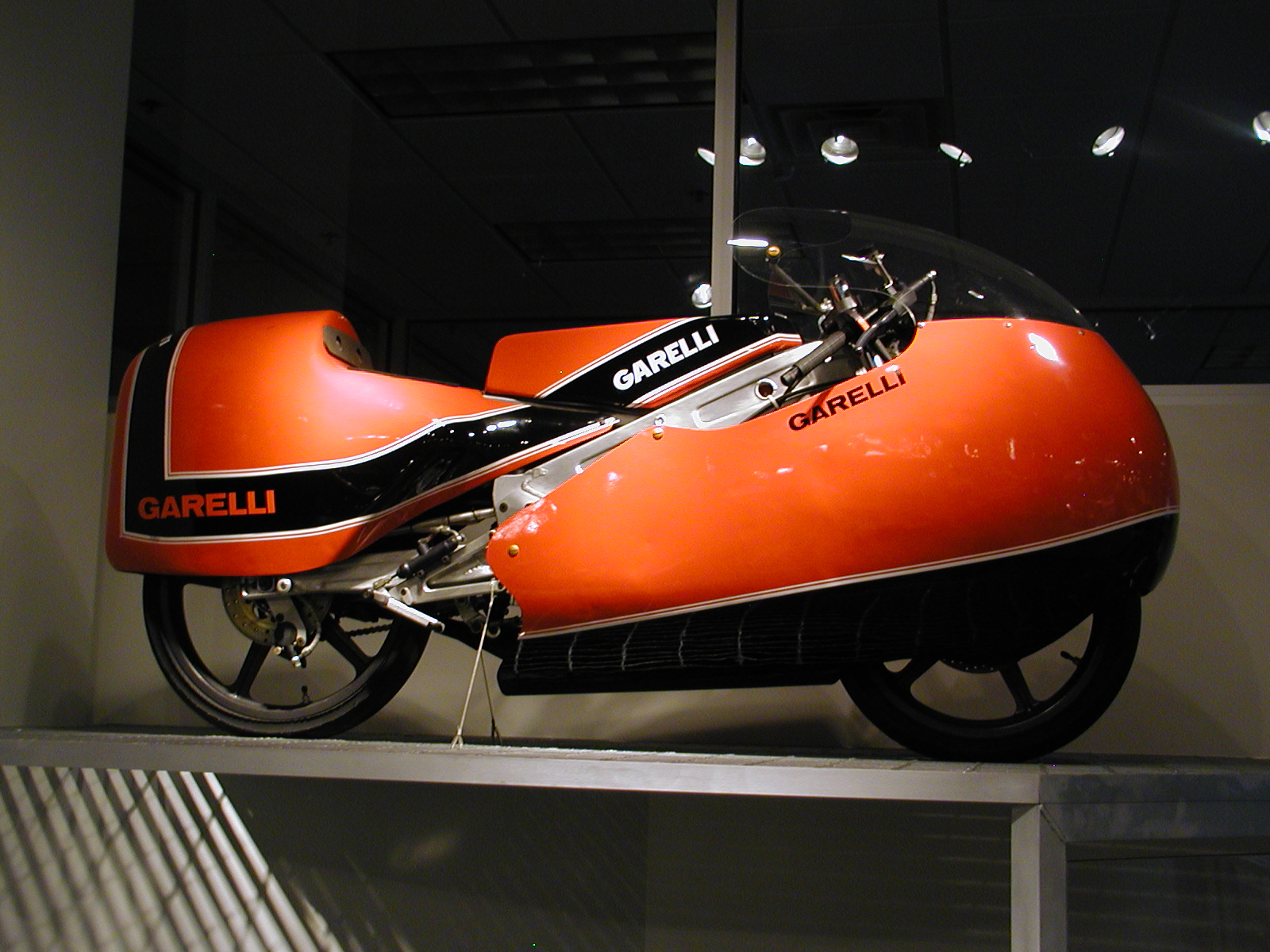
من منتجاتها

غاريلي للدراجات النارية كانت شركة إيطالية لتصنيع الدراجات النارية. تأسست في 1919. تم تأسسيسها بواسطة ألبرتو غاريلي. في بداية الثمانينات هيمنت على فئة 125 سي سي في سباق الجائزة الكبرى للدراجات النارية.

## وصلات خارجية
- الموقع الرسمي